# Dan Dare, Pilot of the Future
Dan Dare, Pilot of the Future ist eine britische Science-Fiction-Comicstripreihe von Frank Hampson. Der Comic erschien erstmals im britischen Jungenmagazin Eagle am 14. April 1950. Die Serie erschien wöchentlich bis zur Einstellung des Eagle 1969.
Die Comicstrips waren voll koloriert. Die Handlung dreht sich um Dan Dare, seinen loyalen Begleiter namens Digby und dem grünen Venusfiesling Mekon, dem Gegenspieler des Haupthelden. Die britische Band The Mekons nannte sich nach diesem.
Im Jahre 2003 komponierte der britische Rockmusiker John Miles zusammen mit Tom Kelly (Buch, Texte) die Bühnenadaption Dan Dare - The Musical.
Für den deutschsprachigen Raum sind sporadisch erscheinende, von den Originalseiten erfasste, aufbereitete und geletterte Sammelbände bei Salleck Publications erhältlich.
Das Album Rock of the Westies von Elton John enthält ein Lied über Dan Dare.